# Bletchley Park
Bletchley Park, anche nota come Stazione X, è una tenuta situata a Bletchley, un paese a circa 75 km a nord-ovest di Londra. Durante la seconda guerra mondiale, Bletchley Park fu il sito dell'unità principale di crittoanalisi del Regno Unito, nonché sede della Government Code and Cypher School (GC&CS, "Scuola governativa di codici e cifrazione"), l'odierna Government Communications Headquarters. Codici e messaggi cifrati dei paesi dell'Asse sono stati decifrati a Bletchley Park. Il più noto è il codice nazista ottenuto con la macchina Enigma e la cifratrice di Lorenz. Le informazioni ottenute con le attività svolte a Bletchley Park, con Ultra, hanno aiutato lo sforzo alleato e accorciato la durata della guerra, anche se gli effetti di Ultra sulla seconda guerra mondiale sono dibattuti.
Il luogo è ora un'attrazione storica ed educativa che ricorda e celebra tali risultati.

## Storia

### Il luogo

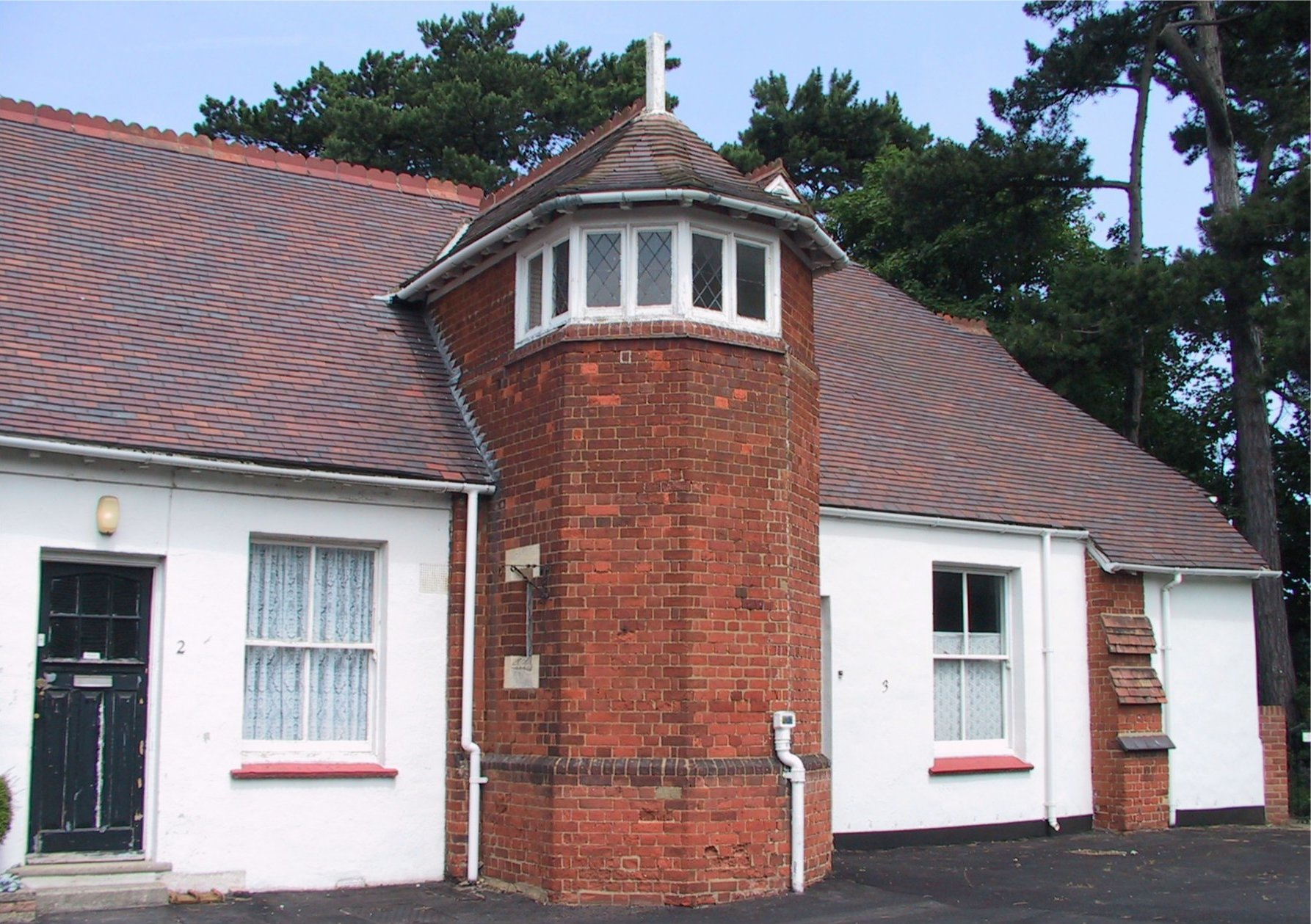
I cottage sul cortile

Situato a 80 km a Nordovest di Londra, la zona, secondo il Domesday Book, appartiene al maniero di Eaton, presso Water Eaton.
Browne Willis vi costruì una villa nel 1711, che fu demolita nel 1793 dopo che Thomas Harrison acquistò la proprietà. L'area divenne nota come Bletchley Park dopo il suo acquisto da parte di Samuel Lipscomb Seckham nel 1877.
La tenuta, di 581 acri (2 351 223,581 m²), fu acquistata nel 1883 da Sir Herbert Samuel Leon, che ampliò ulteriormente la fattoria già esistente trasformandola nell'attuale "mucchio mostruoso e stucchevole"
combinando architettura neogotica, architettura Tudor e stile barocco olandese.

### Passaggio al SIS
Nel maggio 1938 l'ammiraglio Sir Hugh Sinclair, capo del Secret Intelligence Service (o MI6), acquistò la villa e i 581 acri (2 351 223,581 m²) di terreno per gli scopi militari del GC&CS e del SIS.
Un vantaggio fondamentale secondo Sinclair e i suoi colleghi, (che ispezionarono la zona sotto copertura, fingendosi i partecipanti alla battuta di caccia del capitano Ridley) era la centralità geografica di Bletchley.
Era proprio accanto alla stazione di Bletchley, dove la Varsity Line tra Oxford e Cambridge, università che avrebbero fornito la maggior parte dei crittoanalisti, incontra la West Coast Main Line, che connette Londra, Birmingham, Manchester, Liverpool, Glasgow e Edimburgo. Watling Street, la strada principale che connette Londra alle zone a Nordovest, era molto vicina, ed erano disponibili numerose connessioni di comunicazione presso la stazione telegrafica e telefonica nella vicina Fenny Stratford.
Bletchley Park era noto come "B.P." a coloro che vi lavorarono. I nomi "Stazione X" (dove X indica il numero romano 10), "London Signals Intelligence Centre", e "Government Communications Headquarters" erano tutte coperture usate durante la guerra.

### Il personale

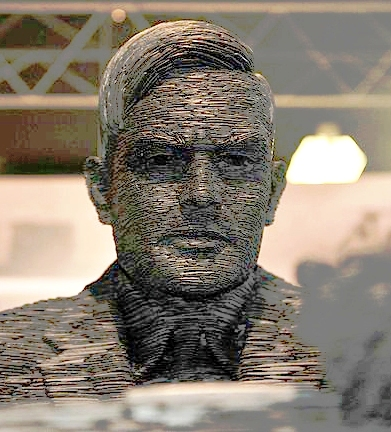
Statua di Alan Turing (Stephen Kettle, 2007)

Il comandante Alastair Denniston fu il capo operativo della GC&CS dal 1919 al 1942, istituendo inizialmente la "Camera 40" dell'ammiragliato (NID25) e la divisione MI1 b (dedita alla crittoanalisi) del War Office.
I primi dipendenti della GC&CS si trasferirono a Bletchley Park il 15 agosto 1939.
Tra i principali crittoanalisti del GC&CS che si trasferirono da Londra a Bletchley Park ci furono John Tiltman, Dillwyn "Dilly" Knox, Josh Cooper, e Nigel de Grey. I crittoanalisti avevano i background culturali più disparati: erano linguisti, campioni di scacchi, esperti di cruciverba; ma vi erano rappresentanti anche di discipline meno comuni: Knox, ad esempio, era esperto in papirologia.
Nel settembre 1939, appena la Gran Bretagna dichiarò guerra alla Germania, Denniston scrisse al Foreign Office che era necessario reclutare "uomini dal campo accademico". Vennero effettuati reclutamenti anticipati, in particolare presso le università di Cambridge e Oxford. Allo stesso modo vennero assunte donne fidate per lavori amministrativi e da impiegate. Un modo curioso utilizzato nel 1941 per assumere personale fu il seguente: venne chiesto al The Daily Telegraph di organizzare una gara di cruciverba, a seguito del quale i partecipanti più promettenti vennero contattati in segreto con l'offerta di "un lavoro particolare che avrebbe contribuito allo sforzo bellico".
Denniston però capì che l'uso di macchine cifratrici elettromeccaniche necessitava anche l'assunzione di matematici istruiti; Peter Twinn, da Oxford, si unì alla GC&CS nel febbraio 1939; mentre Alan Turing, da Cambridge, e Gordon Welchman cominciarono l'addestramento nel 1938 e vennero assunti a Bletchley il giorno successivo alla dichiarazione di guerra, assieme a John Jeffreys.
Successivamente altri crittoanalisti vennero reclutati, tra cui i matematici Derek Taunt, Jack Good, Bill Tutte, e Max Newman; lo storico Harry Hinsley, e i campioni di scacchi Hugh Alexander e Stuart Milner-Barry.
Joan Clarke (che più tardi divenne vice direttrice della Baracca 8) fu una delle poche donne impiegate a Bletchley Park come crittoanaliste a tutti gli effetti.
Questo variegato staff di "professori e neofiti" fece sì che la GC&CS fosse soprannominata "La società del golf, del formaggio e degli scacchi ("Golf, Cheese and Chess Society"), mentre le impiegate donne nella sezione di Dilwyn Knox venivano ogni tanto chiamate "puledrine di Dilly" (Dilly's Fillies). Durante una visita nel settembre 1941 per rinfrancare il morale, si dice che Winston Churchill abbia detto a Denniston: "Ti dissi di cercare dipendenti in ogni angolo, ma non pensavo mi avessi preso così alla lettera". Sei settimane dopo, non essendo riusciti ad ottenere abbastanza personale per raggiungere i livelli di produttività che avrebbero potuto ottenere, Turing, Welchman, Alexander e Milner-Barry scrissero direttamente a Churchill. Egli rispose: "Con azione immediata, fate sì che essi ottengano quello che serve con priorità assoluta, e riferitemi di persona che ciò sia stato fatto."
Dopo l'addestramento iniziale organizzato da John Tiltman alla Inter-Service Special Intelligence School (effettuato inizialmente in un deposito della RAF a Buckingham e successivamente a Bedford, dove era noto come "la scuola delle spie"), il personale lavorava sei giorni alla settimana, ruotando su tre turni: dalle 16 a mezzanotte, da mezzanotte alle 8 del mattino (il turno più odiato), e dalle 8 alle 16, ognuno con una pausa di mezzora per mangiare. Alla fine della terza settimana, un lavoratore staccava alle 8 e ricominciava alle 4, lavorando sedici ore in un giorno. Le ore di lavoro irregolari colpivano la salute e la vita sociale dei dipendenti, e anche la routine delle case della zona, dove alloggiava la maggior parte dei lavoratori. Il lavoro era tedioso e richiedeva concentrazione costante; lo staff aveva una settimana di permesso quattro volte all'anno, ma alle volte alcune delle impiegate crollavano e richiedevano ulteriori periodi di riposo.
Alcuni uomini (ad esempio gli esperti in codice Morse o di tedesco del Post Office) lavoravano part-time
Nel gennaio 1945, al picco dello sforzo di decrittazione, circa 9000 impiegati lavoravano a Bletchley; e più di 12 000 individui (di cui circa l'80% erano donne, che erano state principalmente distaccate dalle forze armate britanniche e dal servizio civile) furono di stanza a Bletchley in diversi momenti della guerra.

### Ultra
Se usate in maniera adeguata, la macchina tedesca Enigma e la cifratrice di Lorentz sarebbero state pressoché invulnerabili, ma delle falle nelle procedure crittografiche tedesche e la scarsa disciplina degli uomini che le eseguivano crearono delle leggere vulnerabilità che resero efficaci, seppur con fatica, gli attacchi portati avanti a Bletchley.
Sarebbe stato relativamente semplice porre rimedio a queste pecche nelle procedure tedesche, e se il successo di Bletchley fosse trapelato alla Germania, di certo queste modifiche sarebbero state messe in atto: per questo motivo alle informazioni acquisite a Bletchley fu assegnato il livello di segretezza "Ultra", grado persino superiore del livello Most secret, che era il più alto livello di classificazione assegnato. La sicurezza era di primaria importanza. Tutto il personale firmò l'atto ufficiale di segretezza del 1939 (Official Secrets Act 1939), e nel 1942 venne emesso un avviso sulla sicurezza che rimarcava l'importanza della discrezione persino entro i confini stessi di Bletchley: "Non parlate durante i pasti. Non parlate negli spostamenti. Non parlate mentre viaggiate. Non parlate negli alloggi. Non parlate davanti al vostro stesso focolare. State attenti a quello che dite persino nella Baracca…"
In aggiunta, ogni comandante sul campo che riceveva informazioni di livello Ultra riceveva anche una storia di copertura per giustificare da quale fonte (di livello non Ultra) provenissero le informazioni; alcune volte vennero persino inviati drappelli esplorativi, resi intenzionalmente visibili al nemico, per fingere di scoprire postazioni tedesche già note da fonti di livello Ultra.
In alcuni casi le informazioni decrittate non furono nemmeno sfruttate, perché se lo fossero state questo avrebbe portato il nemico a pensare che le comunicazioni fossero state compromesse, nonostante in taluni casi la scelta delle autorità di non intervenire per proteggere i civili da pericolo imminente pur di preservare il segreto fu vigorosamente discussa, come ad esempio nel caso del bombardamento di Coventry.

### Le attività

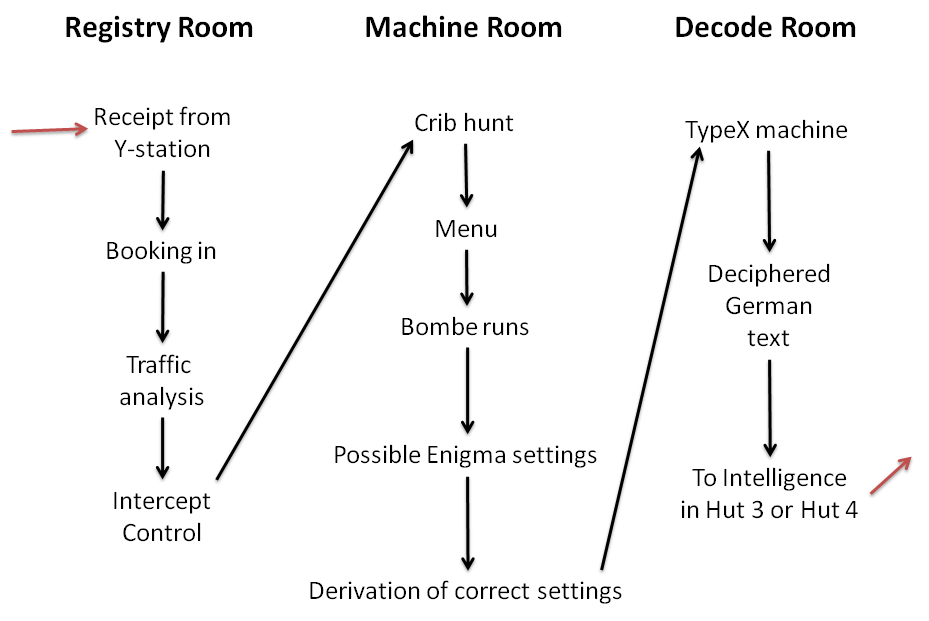
Flusso di informazioni di un messaggio di Enigma intercettato

Turing, Knox, e Jeffreys svolsero i primi compiti nella Baracca 3.
La sezione militare, navale e aeronautica erano poste a piano terra, dove si trovavano anche un centralino telefonico, la stanza della telescrivente, la cucina e la sala da pranzo, mentre il piano superiore era assegnato all'MI6.
Venne iniziata la costruzione delle baracche di legno, e la Elmers School, un collegio lì vicino, fu acquistato per ospitare la sezione diplomatica e quella commerciale.
Dopo che gli Stati Uniti entrarono in guerra vennero assegnati alla Baracca molti crittografi americani, e dal maggio del 1943 iniziò una stretta collaborazione tra l'intelligence britannica e statunitense. Viceversa, l'Unione Sovietica non venne mai ufficialmente informata delle attività di Bletchley Park, anche a causa della poca fiducia che Churchill riponeva nei sovietici anche durante l'alleanza imposta dalla minaccia nazista.
L'unico attacco nemico che danneggiò Bletchley si colloca tra il 20 e il 21 novembre 1940. Tre bombe, probabilmente destinate alla stazione ferroviaria di Bletchley, spostarono di mezzo metro dalle sue fondamenta la Baracca 4, che fu poi trainata al suo posto mentre il lavoro al suo interno continuava.

### Trasmissione delle informazioni
I messaggi di Enigma non relativi alla marina erano decifrati nella Baracca 6, venivano poi tradotti, archiviati e incrociati tra di loro nella Baracca 3. Solo allora venivano inviati all'MI6, ai capi dell'intelligence dei ministeri interessati, e solo successivamente ai comandanti sul campo più alti in grado.
I messaggi relativi alle operazioni navali venivano decifrati nella Baracca 8 e tradotti nella Baracca 4. La traduzione veniva immediatamente inviata
alla divisione di intelligence della marina (Naval Intelligence Division, NID) dell'Admiralty's Operational Intelligence Centre (OIC),
corredati da informazioni circa il significato di alcuni termini tecnici relativi alla tecnologia navale tedesca presi dall'archivio e cross-referenziati.
La Baracca 4 decrittava anche il cifrario dockyard, un sistema manuale che ogni tanto trasmetteva messaggi inviati poi anche tramite Enigma. Questi messaggi trasmessi alla Baracca 8 erano spesso utilizzati come base per la decodifica con testo in chiaro, che permetteva di ottenere la chiave giornaliera di Enigma per i messaggi della marina.

### Stazioni di ascolto
Inizialmente a Bletchley Park era presente una sola stanza adibita alle comunicazioni radio, posta nella torre idrica della villa. Era nota con il nome in codice "Stazione X", nome usato talvolta per indicare tutta l'attività crittanalitica svolta a Bletchley.
La "X" indica il numero romano "dieci", essendo quella la decima stazione del SIS adibita allo scopo.
La stazione fu poi spostata alla vicina Whaddon Hall, per evitare che le lunghe antenne radio attirassero l'attenzione su Bletchley.
Successivamente altre stazioni radio vennero adibite alla ricezione di messaggi cifrati da processare a Bletchley: erano le cosiddette Y-stations, poste a Chicksands nel Bedfordshire, a Beaumanor Hall nel Leicestershire (dove era situato anche il quartier generale del Gruppo Y del War Office) e a Norfolk.
I messaggi in codice erano trascritti a mano e mandati a Bletchley in copia cartacea via motocicletta, o, successivamente, con la telescrivente.

### Baracche
Durante la guerra fu necessario ampliare la costruzione con altri alloggi.

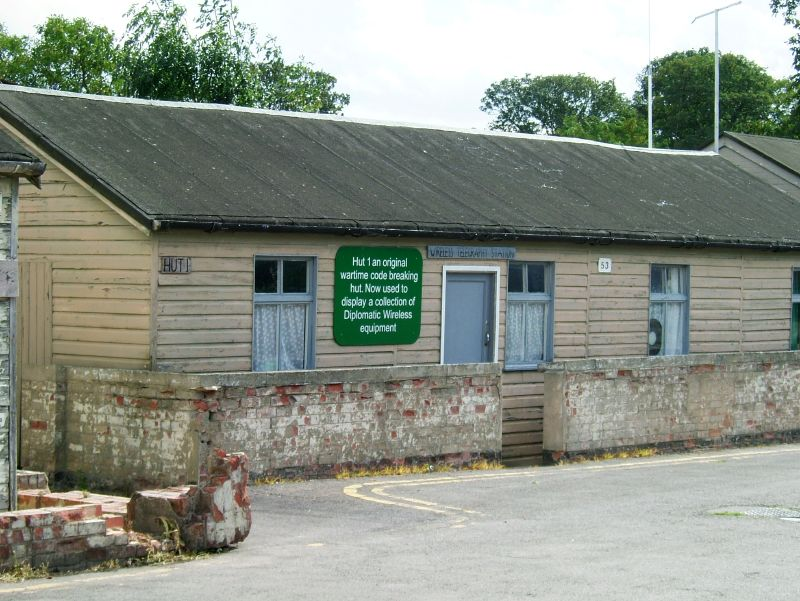
Baracca 1

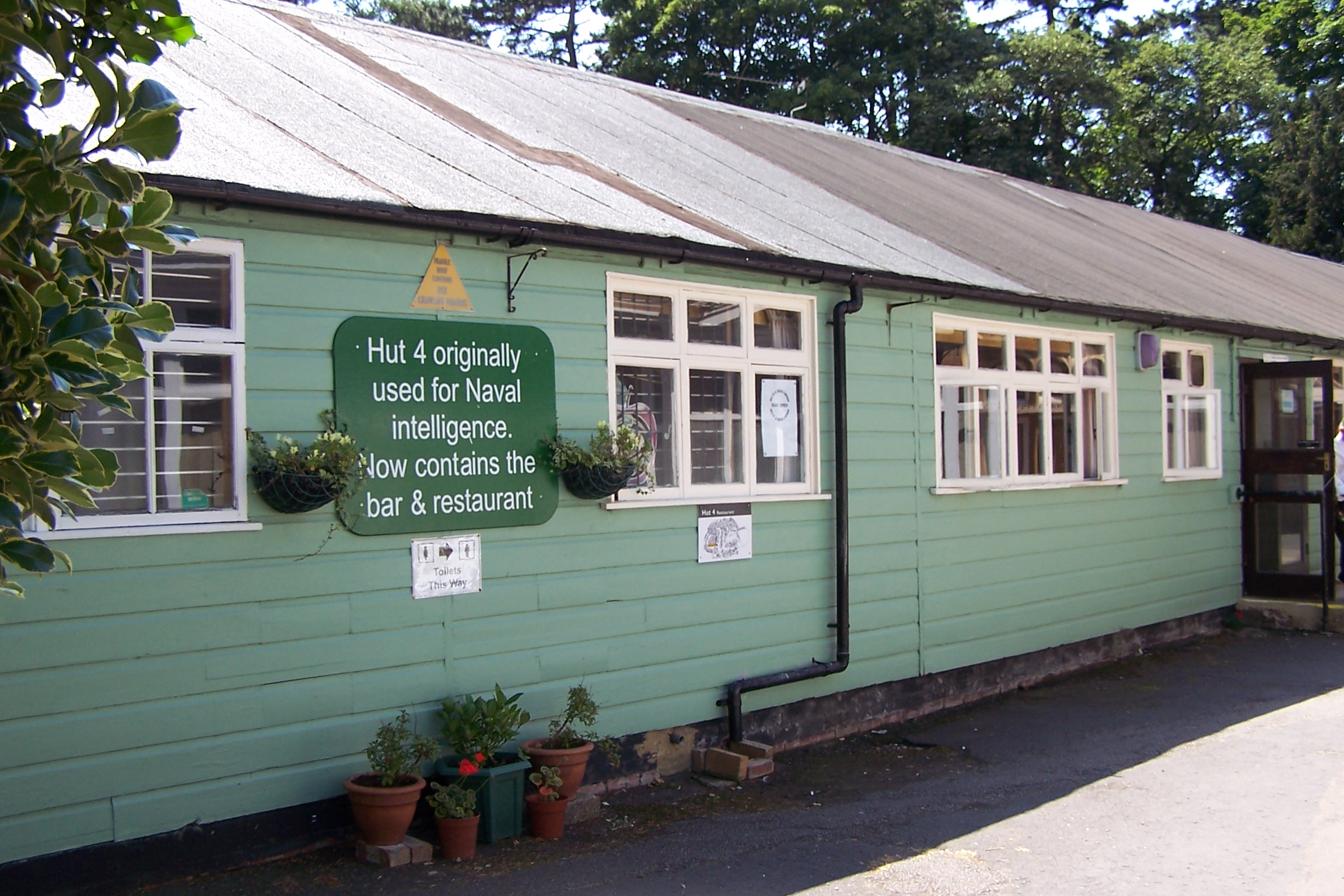
Baracca 4, vicina alla casa principale, ora ospita il bar e il ristorante del museo.

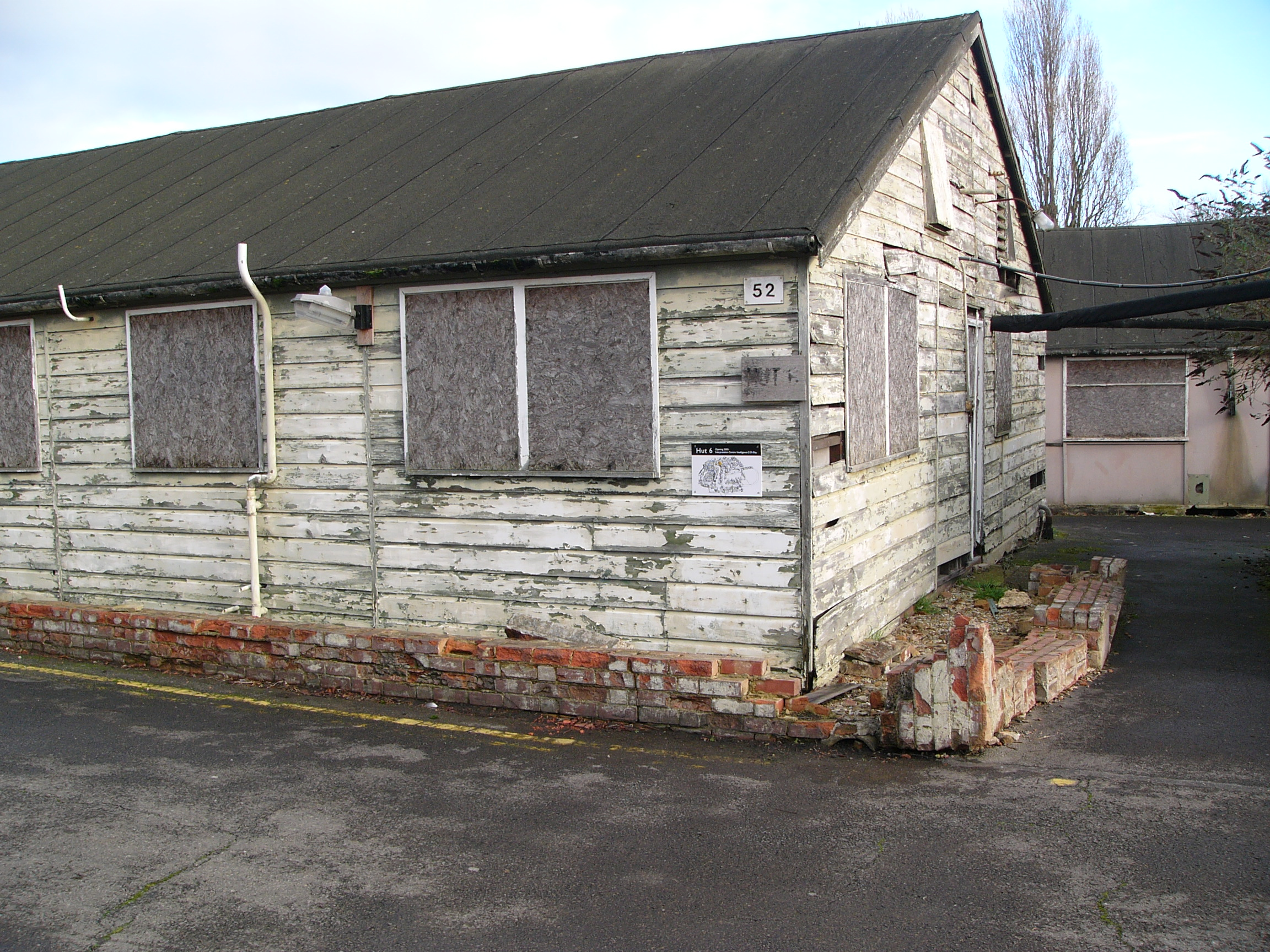
Baracca 6 (2004)

Spesso il numero delle baracche veniva associato con il lavoro svolto presso di esse al punto che se tale lavoro veniva poi trasferito a un altro edificio, veniva comunque identificato con il numero della baracca dove veniva originariamente svolto. Le baracche sono:
- Baracca 1: la prima, costruita nel 1939[48] ospitò per un breve periodo la stazione radio (la Wireless Station),[42] successivamente ricoprì funzioni amministrative relative ai trasporti, alla battitura a macchina e alla manutenzione della Bomba. La prima Bomba, "Victory", fu inizialmente posizionata qui.[49]
- Baracca 2: Area ricreativa, per "birra, te, e relax".[50]
- Baracca 3: Intelligence: traduzione e analisi dei testi decrittati della Army and Air Force[51]
- Baracca 4: Intelligence navale: analisi dei testi decrittati di Enigma (navale) e della macchina svedese C-36[52]
- Baracca 5: Intelligence militare che si occupava dei cifrari italiani, spagnoli, portoghesi e dei codici della polizia tedesca.[53]
- Baracca 6: Crittoanalisi dei codici Enigma per l'Army and Air Force[54]
- Baracca 7: Crittoanalisi e intelligence dei codici navali giapponesi.[55][56]
- Baracca 8: Crittoanalisi dei codici navali Enigma.[40]
- Baracca 9: ISOS (Intelligence Section Oliver Strachey).
- Baracca 10: Codici per il Secret Intelligence Service (SIS or MI6), sezione meteorologica e aerea.[57]
- Baracca 11: Edificio della Bomba.[58]
- Baracca 14: Centro di comunicazione.[59]
- Baracca 15: SIXTA (Signals Intelligence and Traffic Analysis).
- Baracca 16: ISK (Intelligence Service Knox) cifrari Abwehr.
- Baracca 18: ISOS (Intelligence Section Oliver Strachey).
- Baracca 23: Principalmente usata per il dipartimento di ingegneria. Dopo il febbraio 1943, la Baracca 3 fu rinominata Baracca 23 (non fu scelto il numero 13 perché alcuni ritenevano che tale numero portasse sfortuna).

### Blocchi
Oltre alle baracche di legno, erano presenti anche numerosi "blocchi" in mattoni.
- Blocco A: Intelligence navale.
- Blocco B: marina e aeronautica italiana, decrittazione Japanese.
- Blocco C: Magazzino dell'archivio delle schede perforate.
- Blocco D: Lavoro riguardo Enigma, in aggiunta a quello svolto nelle baracche 3, 6, e 8.
- Blocco E: Trasmissioni radio in entrata e uscita e TypeX.
- Blocco F: Includeva la Newmanry (dal fondatore, Max Newman) e la Testery (da Ralph Tester), e la Japanese Military Air Section. Venne poi demolito.
- Blocco G: Analisi del traffico e operazioni di disorientamento
- Blocco H: Tunny (cifratrice di Lorentz) e Colossus (ora ospita il National Museum of Computing).

## La decodifica delle trasmissioni di nazioni nemiche

### Germania

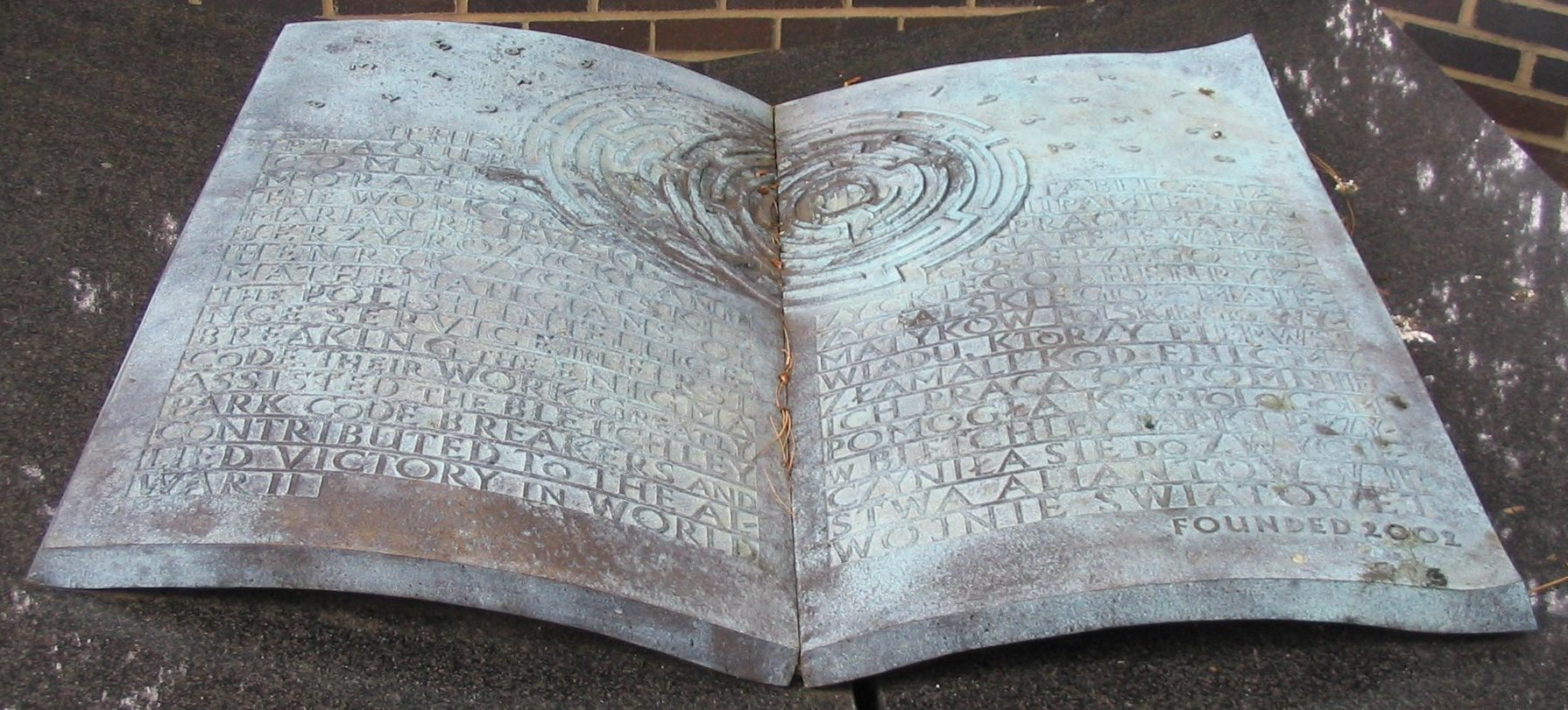
Memoriale polacco a Bletchley, che ricorda "il lavoro svolto da Marian Rejewski, Jerzy Różycki e Henryk Zygalski prima della guerra, matematici del Biuro Szyfrów (servizio di intelligence polacco) per violare il codice di "Enigma"

La maggior parte dei messaggi tedeschi decrittati a Bletchley erano codificati con una delle versioni della macchina cifratrice Enigma, ma una minoranza considerevole era cifrata tramite macchinari ancor più complessi a dodici rotori, la cifratrice Lorenz SZ42, telescrivente tedesca nota presso la GC&CS col nome di Tunny.
Cinque settimane prima dello scoppio della guerra, a Varsavia, il Biuro Szyfrów (sezione dell'intelligente che si occupava dell'analisi dei codici) rese noti i suoi risultati nella violazione del codice prodotto da Enigma, stupendo i colleghi francesi e britannici. Gli inglesi, usando le informazioni e le tecniche dei polacchi, e le riproduzioni della macchina Enigma che avevano ricevuto nell'agosto 1939, furono in grado di incrementare di molto la percentuale di successi delle decrittazioni dei messaggi codificati con Enigma.

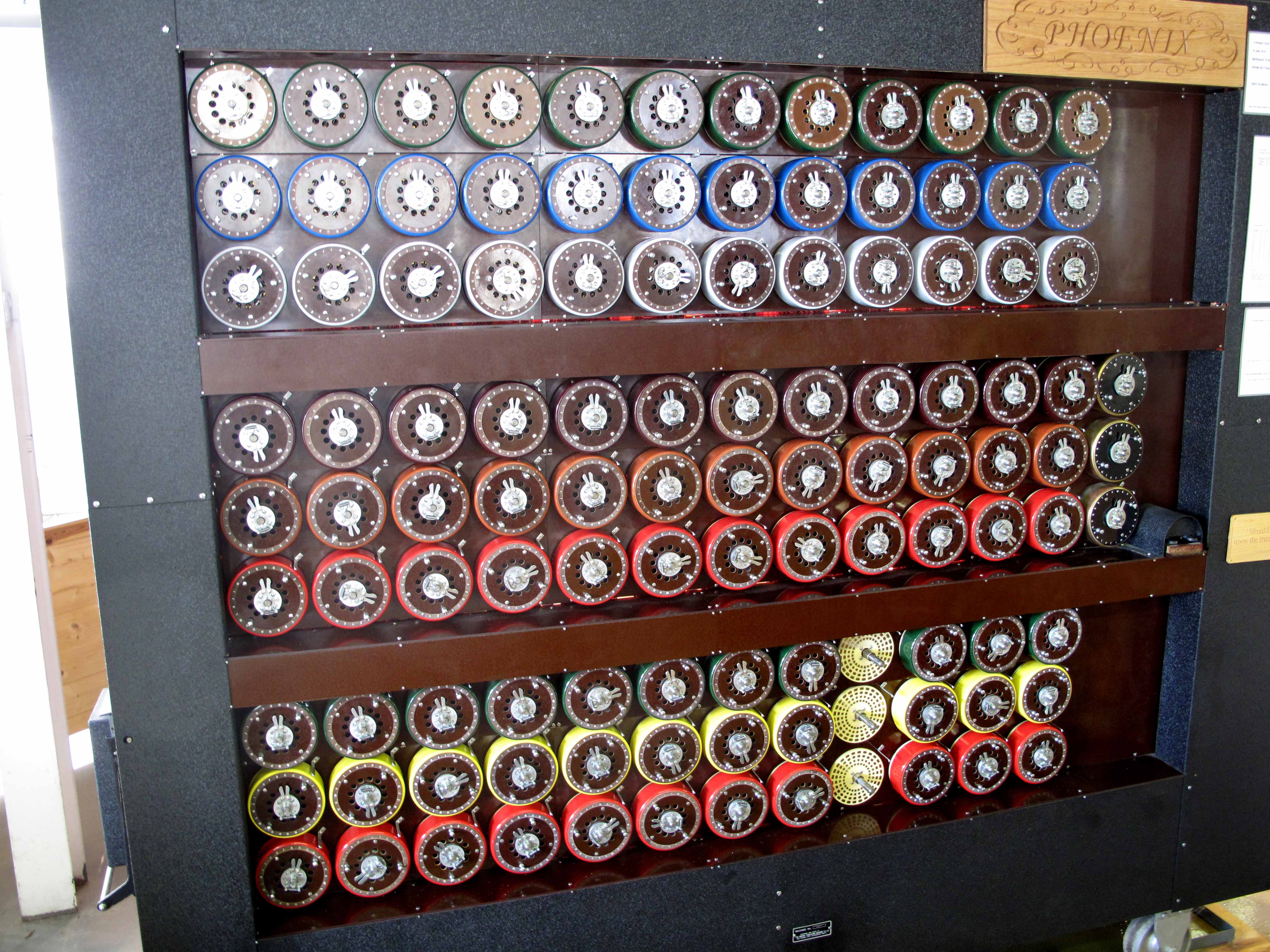
La riproduzione funzionante della Bomba, ricostruita da un team guidato da John Harper e azionata per la prima volta dal duca di Kent, patron della British Computer Society, il 17 luglio 2008.

La Bomba era un dispositivo elettromeccanico la cui funzione primaria era scoprire parte delle impostazioni di Enigma (che venivano cambiate ogni giorno) per le varie reti di telecomunicazioni militari tedesche.
Il suo design pionieristico fu sviluppato da Alan Turing (con l'importante contributo di Gordon Welchman) e la macchina fu poi costruita da Harold 'Doc' Keen della British Tabulating Machine Company.
Ciascuna macchina era alta e larga 7 piedi (2,1 m), profonda 2 piedi (0,61 m) e pesava circa una tonnellata.
Al culmine del suo lavoro, la GC&CS decrittava circa 4 000 messaggi al giorno. Per tutelarsi dagli attacchi nemici, le Bombe vennero installate in luoghi diversi, nei villaggi di Adstock e Wavendon (soppiantate poi da quelle installate a Stanmore e Eastcote), e a Gayhurst.
I messaggi della Luftwaffe furono i primi ad essere letti in gran numero.
La marina tedesca aveva procedure più rigide, e fu necessario ottenere i libri dei codici prima di poter decifrare i messaggi.
Quando la Germania introdusse la macchina Enigma a quattro rotori per comunicare con gli U-Boot nell'Atlantico nel febbraio 1942, fu impossibile decifrare queste comunicazioni per ben dieci mesi.
Il Regno Unito produsse Bombe modificate, ma per leggere i messaggi codificati da questo tipo di macchine fu necessaria la Bomba inventata dalla marina degli USA, che venne poi impiegata per il resto della guerra.
I messaggi venivano mandati attraverso l'Atlantico attraverso collegamenti criptati di telescriventi.

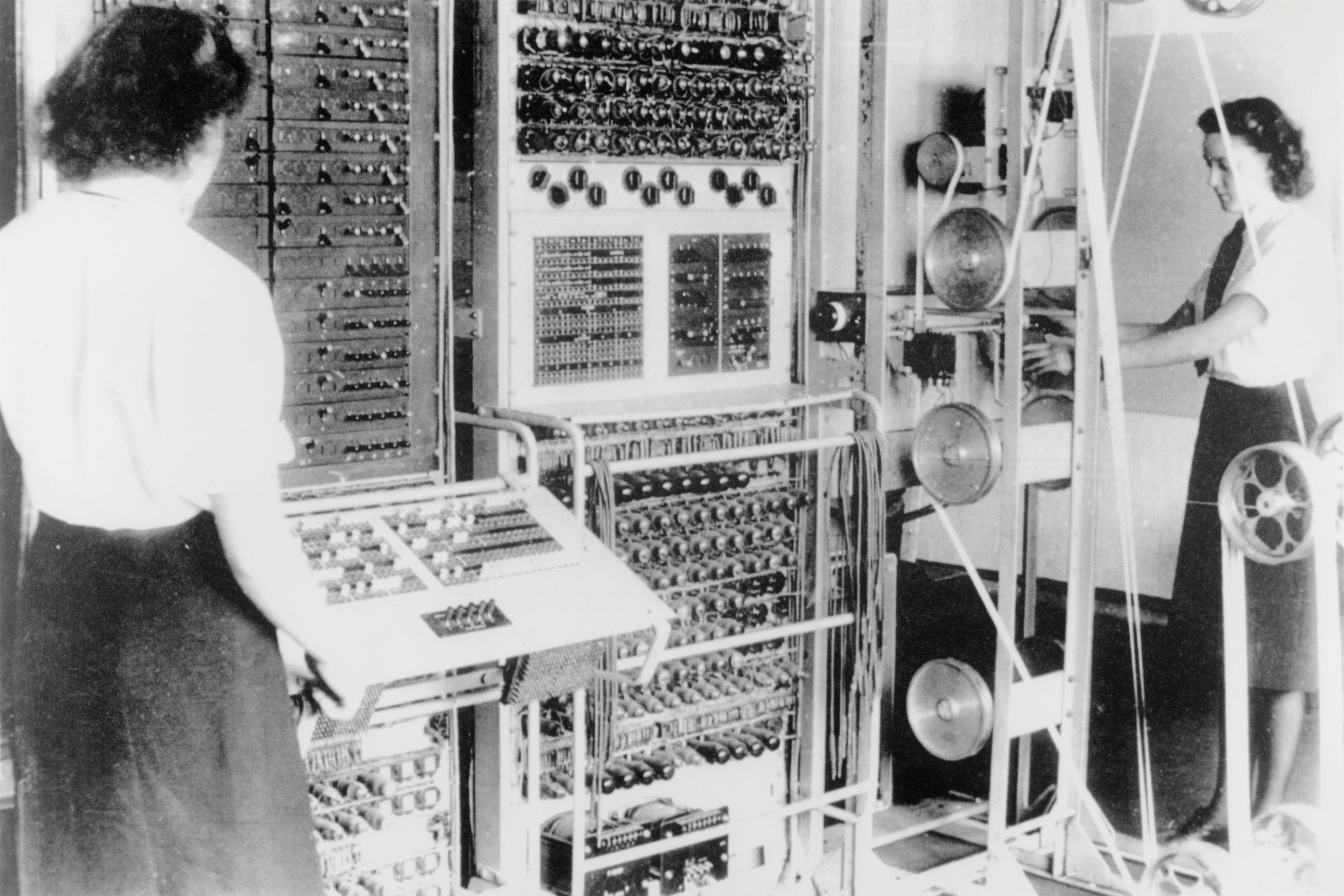
Un computer Colossus Mark 2. I dieci esemplari di Colossus furono i primi computer elettronici semiprogrammabili, essendo stati costruiti nel 1943

I messaggi Lorenz erano definiti in codice Tunny a Bletchley Park. Vennero utilizzati con una certa frequenza solo da metà 1942. Le reti di telecomunicazione tramite Tunny erano usate per i messaggi più importanti spediti nelle comunicazioni tra i vertici di comando tedeschi e i comandanti sul campo. Grazie agli errori degli operatori tedeschi, i crittoanalisti della sezione Testery (dal nome di Ralph Tester, che ne era a capo) riuscirono a ricostruire la struttura logica della macchina, pur non conoscendone quella fisica.
Progettarono un macchinario automatico per aiutare nella decrittazione, che ebbe realizzazione nel computer Colossus, il primo computer elettronico digitale programmabile.
Colossus fu sviluppato e costruito da Tommy Flowers e dal suo team presso la Post Office Research Station a Dollis Hill.
Il primo esemplare fu consegnato a Bletchley Park nel dicembre 1943 e collaudato completamente il febbraio successivo. Nel Colossus Mark 2 vennero introdotti alcuni miglioramenti, il primo di questi modelli era in funzione già durante il giorno dello sbarco in Normandia nel giugno 1944.
Flowers in seguito produsse un esemplare di Colossus al mese per il resto della guerra, costruendone dieci completi in totale più un undicesimo parzialmente completato.
Sulle macchine operava principalmente Wrens, nella sezione detta la Newmanry, dal nome del suo capo Max Newman.
Il lavoro svolto a Bletchley fu essenziale per sconfiggere gli U-Boot nella battaglia dell'Atlantico, e per garantire la vittoria della Gran Bretagna nella battaglia di Capo Matapan e nella battaglia di Capo Nord.
Nella Campagna del Nordafrica del 1941 contro il generale tedesco Erwin Rommel Ultra ebbe un ruolo di rilievo: il generale Sir Claude Auchinleck scrisse che se non fosse stato per Ultra, "Rommel sarebbe certamente penetrato al Cairo".
Prima dello sbarco in Normandia del giugno 1944, gli Alleati conoscevano la posizione di 56 delle 58 divisioni tedesche sul fronte occidentale.

### Italia
Le trasmissioni italiane furono soggetto d'interesse a partire dalla guerra d'Etiopia del 1935.
Durante la guerra civile spagnola, la Regia Marina utilizzava il modello K della macchina Enigma in commercio, senza la plugboard, tale macchina fu violata da Knox nel 1937.
Quando l'Italia entrò in guerra nel 1940 adottò una versione migliorata della macchina, nonostante con essa venissero inviati pochi messaggi.
A Knox venne assegnata una nuova sezione per lavorare sulle varianti di Enigma, egli assunse molte donne ("le ragazze di Dilly"), tra cui Margaret Rock, Jean Perrin, Clare Harding, Rachel Ronald, Elisabeth Granger e Mavis Lever, colei che riuscì per prima a violare i messaggi della marina italiana.
Decodificando i segnali, svelò i piani della marina italiana prima della Battaglia di Capo Matapan del 1941, il che portò alla vittoria britannica.
Nonostante la maggior parte degli impiegati di Bletchley non conoscesse i risultati del proprio lavoro, l'ammiraglio Andrew Cunningham si recò a Bletchley di persona per congratularsi con lei.
All'entrata in guerra del giugno 1940, le forze italiane usavano perlopiù libri codice, ad eccezione della Regia marina, che dopo la battaglia di Capo Matapan iniziò ad utilizzare la macchina cifratrice C-38, nella versione a rotori di Boris Hagelin, in modo particolare per comunicare ai propri convogli militari e commerciali le rotte verso il conflitto in Nord Africa.
Di conseguenza, James Butler chiese al suo ex studente Bernard Willson di unirsi al team della Baracca 4. Nel giugno 1941, Willson divenne il primo della squadra a decodificare il sistema di Hagelin, consentendo così ai comandanti di inviare la Royal Navy e la Royal Air Force ad affondare le navi nemiche che trasportavano dall'Europa gli equipaggiamenti e le scorte per gli Afrika Korps di Rommel. Questo portò a una notevole riduzione delle spedizioni. Leggendo i messaggi intercettati, il team apprese che tra maggio e settembre 1941 le scorte di carburante per la Luftwaffe in Nord Africa erano state ridotte del 90%.
Dopo un corso di lingua intensivo, nel marzo 1944 Willson passò ai codici in lingua giapponese.
Il Middle East Intelligence Centre (MEIC) venne istitutito al Cairo nel 1939.
Quando l'Italia entrò in guerra nel 1940, a causa dei ritardi nella ritrasmissione dei messaggi a Bletchley dovuti ai collegamenti intasati, alcuni crittoanalisti vennero inviati lì.
Il Combined Bureau Middle East (CBME) venne fondato a novembre, benché le autorità del Medio Oriente si lamentassero che la GC&CS desse troppa poca importanza ai messaggi italiani.
In ogni caso, l'alta concentrazione di esperti crittoanalisti a Bletchley fu mantenuta. e
John Chadwick cominciò nel 1942 il lavoro di crittoanalisi sui segnali italiani alla base della marina 'HMS Nile' di Alessandria.

### Giappone
Il Far East Combined Bureau (FECB), un avamposto della Government Code and Cypher School, era stato fondato a Hong Kong nel 1935.
Lo staff del FECB si trasferì quindi a Singapore nel 1940, e poi a Colombo (Sri Lanka), e successivamente a Kilindini, Mombasa, in Kenya. La decrittazione dei codici giapponesi fu possibile grazie a un misto di perizia e di fortuna.
A partire dall'inizio del 1942 venne tenuto a Bedfrod un corso accelerato di giapponese, per 20 studenti di Oxford e Cambridge, in un edificio di fronte all'ufficio postale principale. Il corso fu ripetuto ogni sei mesi fino alla fine della guerra. La maggior parte di coloro che completavano il corso andò poi a lavorare alla decrittazione dei messaggi della marina giapponese nella Baracca 7, sotto la direzione di John Tiltman.
Alla metà del 1945 più di 100 dipendenti erano addetti a questa operazione, cooperando da vicino con il FECB e la US Signal intelligence Service di sede ad Arlington Hall, Virginia.
Grazie a questo sforzo condiviso, per l'agosto di tale anno le navi mercantili giapponesi in mare erano ridotte del 90%. Nel 1999, Michael Smith scrisse che: "Solo ora i crittoanalisti britannici (come John Tiltman, Hugh Foss, e Eric Nave) cominciano a ricevere il riconoscimento che gli si deve per la violazioni dei codici militari giapponesi".

### Russia
Anche le trasmissioni sovietiche furono oggetto di studio sin dagli anni Venti.
Nel 1939-1940 John Tiltman (che aveva avuto a che fare con il traffico d'armi russo sin dal 1930) istituì due sezioni russe a Wavendon (una costruzione rurale vicino Bletchley) e a Sarafand in Palestina.
Due sistemi ad alto livello russi per la marina e per l'esercito furono violati.
Tiltman passò due settimane in Finlandia, dove ottenne i messaggi scambiati tra Finlandia ed Estonia in cambio di equipaggiamenti radio.
Nel giugno 1941, quando l'Unione Sovietica fu attaccata dalla Germania e divenne alleata, Churchill fermò le operazioni di intelligence nei suoi confronti.
Nel dicembre 1941 la sezione russa fu chiusa, ma alla fine dell'estate 1943 una piccola sezione della GC&CS dedicata ai cifrari russi fu istituita a Londra.

## Dopoguerra

### Segretezza
La maggior parte delle attrezzature e dei documenti prodotti a Bletchley vennero distrutti alla fine della guerra, e la segretezza che era stata imposta ai dipendenti rimase in vigore: a molti dei parenti dello staff venne solo accennato che il loro caro avesse svolto un qualche tipo di lavoro segreto durante la guerra, o addirittura vennero fornite coperture come contabili o statistici.
Churchill si riferì ai dipendenti di Bletchley come "le oche che deposero uova d'oro e non si spezzarono mai".
Detto questo, rari accenni al lavoro operato a Bletchley Park sfuggirono alla censura e vennero pubblicati.
Con la pubblicazione del libro di Winterbotham, The Ultra Secret (1974) (Il segreto di Ultra), fu finalmente possibile parlare apertamente del lavoro svolto a Bletchley, anche se tutt'oggi parte degli ex impiegati si ritiene legato al silenzio. Nel luglio 2009 il governo britannico ha annunciato che il personale di Bletchley avrebbe ricevuto una medaglia commemorativa.

### Sito
Dopo la guerra il posto passò di mano in mano, e venne impiegato per gli usi più disparati, tra cui come scuola di istruzione per insegnanti e come quartier generale del GPO locale. Nel 1991 il posto era quasi completamente vuoto e gli edifici erano a rischio demolizione per la riqualifica del luogo.
Nel febbraio 1992 il Milton Keynes Borough Council rese la maggior parte di Bletchley area da salvaguardare, e venne fondato il Bletchley Park Trust, per mantenere il luogo come museo. L'area venne aperta ai visitatori nel 1993, e fu ufficialmente inaugurata dal Duca di Kent, in quanto principale sponsor, nel luglio 1994. Nel 1999 il Trust concluse un accordo con il proprietario, acquisendo il controllo della maggior parte del sito.